# 後藤景子
後藤 景子（ごとう けいこ、1954年 - ）は、日本の化学者。豊橋技術科学大学特任理事、学校法人奈良学園常勤監事、奈良女子大学社会連携センター協力研究員、奈良先端科学技術大学院大学経営協議会委員、独立行政法人大学改革支援・学位授与機構大学・高専機能強化支援事業選定委員会委員。専門は衣環境学、洗浄科学、コロイド界面化学。
大阪府出身。1977年奈良女子大学家政学部卒業。1986年奈良女子大学大学院人間文化研究科修了。学位は学術博士（奈良女子大学・1986年）。
奈良女子大学家政学部助手、京都教育大学教育学部助教授、京都教育大学教育学部教授、奈良女子大学生活環境学部教授、独立行政法人国立高等専門学校機構理事、一般社団法人全国高等専門学校連合会会長、独立行政法人国立高等専門学校機構奈良工業高等専門学校校長、中央教育審議会（総会・大学文科会）委員、奈良女子大学工学部特任教授などを歴任した。

## 研究
専門は衣環境学、洗浄科学、コロイド界面化学。繊維学会論文賞、日本製品繊維消費科学会年間論文賞、日本油化学会学会賞、日本家政学会賞などの受賞経験がある。
主な論文に、水晶振動子を用いた洗浄現象の動的解析（日本女性科学者の会－2017年）、洗浄現象の実験的解析と 環境適応型テキスタイル洗浄法の提案（日本家政学会－2021年）などがある。